# Leichtathletik-Halleneuropameisterschaften 2017/Teilnehmer (Frankreich)
| Gelbes Symbol für Goldmedaillen mit stilisierten Olympischen Ringen | Graues Symbol für Silbermedaillen mit stilisierten Olympischen Ringen | Braundes Symbol für Bronzemedaillen mit stilisierten Olympischen Ringen |
| ------------------------------------------------------------------- | --------------------------------------------------------------------- | ----------------------------------------------------------------------- |
| 2                                                                   | 1                                                                     | —                                                                       |

Aus Frankreich nahmen 12 Athletinnen und 22 Athleten bei den Leichtathletik-Halleneuropameisterschaften 2017 in Belgrad teil, die drei Medaillen (2 × Gold und 1 × Silber) errangen sowie einen U20-Weltrekord und einen Meisterschaftsrekord, der gleichzeitig Weltjahresbestleistung und Europarekord war, aufstellten.
Das Auswahlkomitee des französischen Leichtathletikverbandes Fédération Française d’Athlétisme (FFA) hatte zunächst 30 Sportlerinnen und Sportler (20 Männer und 10 Frauen) ausgewählt und erwähnt, dass diese Auswahl durch den Europäischen Leichtathletikverband (EAA) ergänzt werden kann, der sich das Recht vorbehält, nicht ausgewählte Sportler einzuladen. Der EAA ergänzte die französische Mannschaft um die Fünfkämpferinnen Laura Arteil und Esther Turpin sowie die Stabhochspringer Stanley Joseph und Axel Chapelle.

## Ergebnisse

### Frauen

#### Laufdisziplinen
| Athletin                                                                                                  | Disziplin         | Vorlauf     | Vorlauf | Halbfinale  | Halbfinale | Finale             | Finale             |
| Athletin                                                                                                  | Disziplin         | Zeit        | Platz   | Zeit        | Platz      | Zeit               | Platz              |
| --- | ----------------- | ----------- | ------- | ----------- | ---------- | ------------------ | ------------------ |
| Stella Akakpo                                                                                             | 60 m              | 7,28 s      | 9       | 7,34 s      | 9          | nicht qualifiziert | nicht qualifiziert |
| Floriane Gnafoua                                                                                          | 60 m              | 7,25 s      | 6       | 7,22 s      | 4          | 7,20 s PB          | 7                  |
| Floria Gueï                                                                                               | 400 m             | 53,24 s     | 2       | 52,20 s     | 2          | 51,90 s PB         | Gold               |
| Agnès Raharolahy                                                                                          | 400 m             | 53,88 s     | 15      | 53,57 s     | 12         | nicht qualifiziert | nicht qualifiziert |
| Déborah Sananes                                                                                           | 400 m             | 53,98 s     | 17      | 55,30 s     | 17         | nicht qualifiziert | nicht qualifiziert |
| Clarisse Moh                                                                                              | 800 m             | 2:04,74 min | 8       | 2:04,85 min | 8          | nicht qualifiziert | nicht qualifiziert |
| Déborah Sananes, Agnès Raharolahy, Louise-Anne Bertheau, Floria Gueï nicht eingesetzt: Estelle Perrossier | 4 × 400 m Staffel | –––         | –––     | –––         | –––        | 3:33,61 min        | 5                  |

#### Sprung/Wurf
| Athletin              | Disziplin   | Qualifikation | Qualifikation | Finale             | Finale             |
| Athletin              | Disziplin   | Weite         | Platz         | Weite              | Platz              |
| --------------------- | ----------- | ------------- | ------------- | ------------------ | ------------------ |
| Jeanine Assani-Issouf | Dreisprung  | 13,94 m       | 9             | nicht qualifiziert | nicht qualifiziert |
| Jessica Cérival       | Kugelstoßen | 17,76 m SB    | 6             | 16,84 m            | 8                  |

#### Fünfkampf
| Athletin      | Disziplin | 60 m Hürden | Hochsprung | Kugelstoßen | Weitsprung | 800 m          | Punkte  | Platz |
| ------------- | --------- | ----------- | ---------- | ----------- | ---------- | -------------- | ------- | ----- |
| Laura Arteil  | Ergebnis  | 8,75 s      | 1,63 m     | 14,46 m PB  | 6,14 m PB  | 2:18,11 min PB | 4301 PB | 12    |
| Laura Arteil  | Punkte    | 963         | 771        | 825         | 893        | 849            | 4301 PB | 12    |
| Esther Turpin | Ergebnis  | 8,34 s PB   | 1,69 m     | 12,14 m     | 5,88 m     | 2:24,29 min    | 4143    | 14    |
| Esther Turpin | Punkte    | 1052        | 842        | 670         | 813        | 766            | 4143    | 14    |

### Männer

#### Laufdisziplinen
| Athlet                                                                                             | Disziplin         | Vorlauf     | Vorlauf | Halbfinale  | Halbfinale | Finale             | Finale             |
| Athlet                                                                                             | Disziplin         | Zeit        | Platz   | Zeit        | Platz      | Zeit               | Platz              |
| -------------------------------------------------------------------------------------------------- | ----------------- | ----------- | ------- | ----------- | ---------- | ------------------ | ------------------ |
| Marvin René                                                                                        | 60 m              | 6,73 s      | 10      | 6,70 s      | 8          | nicht qualifiziert | nicht qualifiziert |
| Yoann Décimus                                                                                      | 400 m             | 47,25 s     | 8       | 47,87 s     | 10         | nicht qualifiziert | nicht qualifiziert |
| Thomas Jordier                                                                                     | 400 m             | 46,97 s SB  | 4       | 47,49 s     | 7          | 46,80 s            | 5                  |
| Paul Renaudie                                                                                      | 800 m             | 1:48,63 min | 7       | 1:49,26 min | 5          | nicht qualifiziert | nicht qualifiziert |
| Sofiane Selmouni                                                                                   | 1500 m            | 3:47,71 min | 11      | –––         | –––        | 3:46,70 min        | 6                  |
| Morhad Amdouni                                                                                     | 3000 m            | DNS         | –       | –––         | –––        | nicht qualifiziert | nicht qualifiziert |
| Samir Dahmani                                                                                      | 3000 m            | 8:15,90 min | 19      | –––         | –––        | nicht qualifiziert | nicht qualifiziert |
| Garfield Darien                                                                                    | 60 m Hürden       | 7,65 s      | 7       | –––         | –––        | 7,54 s             | 4                  |
| Aurel Manga                                                                                        | 60 m Hürden       | 7,56 s      | 2       | –––         | –––        | 7,58 s             | 5                  |
| Pascal Martinot-Lagarde                                                                            | 60 m Hürden       | 7,61 s      | 6       | –––         | –––        | 7,52 s             | Silber             |
| Thomas Jordier, Nicolas Courbière, Hazir Inoussa, Yoann Décimus nicht eingesetzt: Etienne Merville | 4 × 400 m Staffel | –––         | –––     | –––         | –––        | 3:08,99 min        | 4                  |

#### Sprung/Wurf
| Athlet               | Disziplin      | Qualifikation    | Qualifikation | Finale             | Finale             |
| Athlet               | Disziplin      | Höhe/Weite       | Platz         | Höhe/Weite         | Platz              |
| -------------------- | -------------- | ---------------- | ------------- | ------------------ | ------------------ |
| Axel Chapelle        | Stabhochsprung | –––              | –––           | 5,80 m PB          | 6                  |
| Stanley Joseph       | Stabhochsprung | –––              | –––           | 5,60 m             | 8                  |
| Kévin Menaldo        | Stabhochsprung | –––              | –––           | 5,60 m             | 10                 |
| Kevin Luron          | Dreisprung     | 16,51 m          | 10            | nicht qualifiziert | nicht qualifiziert |
| Jean-Marc Pontvianne | Dreisprung     | 16,93 m          | 3             | 16,90 m            | 6                  |
| Melvin Raffin        | Dreisprung     | 17,20 m PB WU20R | 2             | 16,92 m            | 5                  |
| Frédéric Dagée       | Kugelstoßen    | 19,97 m          | 10            | nicht qualifiziert | nicht qualifiziert |

#### Siebenkampf
| Athlet         | Disziplin | 60 m      | Weitsprung | Kugelstoßen | Hochsprung | 60 m Hürden | Stabhochsprung | 1000 m      | Punkte        | Platz |
| -------------- | --------- | --------- | ---------- | ----------- | ---------- | ----------- | -------------- | ----------- | ------------- | ----- |
| Bastien Auzeil | Ergebnis  | 7,19 s    | 6,76 m     | 13,90 m     | 1,95 m SB  | 8,30 m      | DNS            | –           | DNF           | –     |
| Bastien Auzeil | Punkte    | 816       | 757        | 722         | 758        | 908         | –              | –           | DNF           | –     |
| Kevin Mayer    | Ergebnis  | 6,95 s SB | 7,54 m SB  | 15,66 m SB  | 2,10 m SB  | 7,88 s PB   | 5,40 m PB      | 2:41,08 min | 6479 CR WL ER | Gold  |
| Kevin Mayer    | Punkte    | 900       | 945        | 830         | 896        | 1012        | 1035           | 861         | 6479 CR WL ER | Gold  |